# NGC 7335
NGC 7335 (другие обозначения — PGC 69338, UGC 12116, MCG 6-49-47, ZWG 514.69, NPM1G +34.0449) — галактика в созвездии Пегас.
Этот объект входит в число перечисленных в оригинальной редакции «Нового общего каталога».